# Mussolet de Sri Lanka
El mussolet de Sri Lanka (Glaucidium castanonotum) és una espècie d'ocell de la família dels estrígids (Strigidae). Habita els boscos de Sri Lanka. El seu estat de conservació es considera gairebé amenaçat.